# Chuẩn úy
Chuẩn úy là một bậc quân hàm được áp dụng làm cấp bậc trong các lực lượng vũ trang của nhiều quốc gia và vùng lãnh thổ trên thế giới. Quân hàm này thường được xếp là cấp bậc khởi đầu thấp nhất của hàng sĩ quan hoặc là cấp bậc cao nhất của hàng hạ sĩ quan, trên cấp Thượng sĩ và dưới cấp Thiếu úy.

## Anh
Hạng bậc Quân nhân chuyên nghiệp (tiếng Anh: Warrant officer) được cho là hình thành từ thế kỷ thứ 13 tại Hải quân Hoàng gia Anh. Lúc bấy giờ, chỉ có giới quý tộc mới được nắm giữ quyền chỉ huy với các cấp bậc sĩ quan gồm Thuyền trưởng (Captain, sau gọi là [[Đại tá|Đại tá Hải quân'') và Thuyền phó (Lieutenant, sau gọi là Đại úy Hải quân). Tuy nhiên, các sĩ quan này thường không có kiến thức về cuộc sống trên tàu, và gần như phải dựa vào các chuyên viên (master) và một số thuyền viên chuyên môn để điều hành hoạt động của tàu cũng như vận hành vũ khí.
Vào thế kỷ thứ 16, các pháo thủ có kinh nghiệm trên tàu bắt đầu được xếp vào hạng bậc Chuẩn sĩ quan. Do hầu hết thủy thủ bấy giờ thuộc lớp bình dân đều mù chữ, theo quy định của Bộ Hải quân (Admiralty), chỉ những người biết đọc, viết thành thạo và biết làm toán mới được bổ nhiệm vào hạng bậc Chuẩn sĩ quan. Vào thế kỷ thứ 18, bậc Chuẩn sĩ quan được phân làm hai loại rõ ràng. Một bộ phận được hưởng các quyền lợi tương đương các sĩ quan, bộ phận còn lại vẫn thuộc nhóm thủy thủ đoàn thông thường. Một số ít, lơ lửng giữa hai loại này, được xem nhân sự cố định của tàu; vì không như phần còn lại của sĩ quan và thủy thủ đoàn, họ vẫn ở lại với tàu khi tàu không ra khơi (như khi sửa chữa, trang bị lại hoặc bổ sung, hoặc trong khi lên ụ). Trong những trường hợp này, họ nhận lương và chịu sự quản lý của Công xưởng Hoàng gia (Royal Dockyard).
Đến cuối thế kỷ 19, bậc Chuẩn sĩ quan hình thành 3 hạng:
- Cao cấp (Wardroom warrant officers): là các chuẩn sĩ quan được hưởng chế độ tương đương sĩ quan, bao gồm các chuyên viên về chuyên môn (master), y sĩ (surgeon), hậu cần (purser) và các tuyên úy (chaplain).
- Trung cấp (Standing warrant officers): là các chuẩn sĩ quan được hưởng chế độ nhân sự cố định của tàu, chịu sự quan lý của Công xưởng Hoàng gia, bao gồm các pháo thủ (gunner), các chuyên viên về bảo dưỡng chung (boatswain) và bảo dưỡng thân, cột buồm (carpenter)
- Sơ cấp (Junior warrant officers): là các chuẩn sĩ quan hưởng chế độ của thủy thủ đoàn, bao gồm các phụ tá, trợ lý cho sĩ quan và chuẩn sĩ quan.

## Đức, Áo
Quân đội Đức và quân đội Áo không tồn tại quân hàm Chuẩn úy. Lưu ý, Fähnrich là từ dùng để chỉ cho các học viên sĩ quan. Học viên sĩ quan ở Đức gồm ba cấp bậc: Fahnenjunker (tương đương Trung sĩ), Fähnrich (tương đương Trung sĩ nhất), Oberfähnrich (tương đương Trung sĩ cấp cao).

## Nga

### Đế quốc Nga

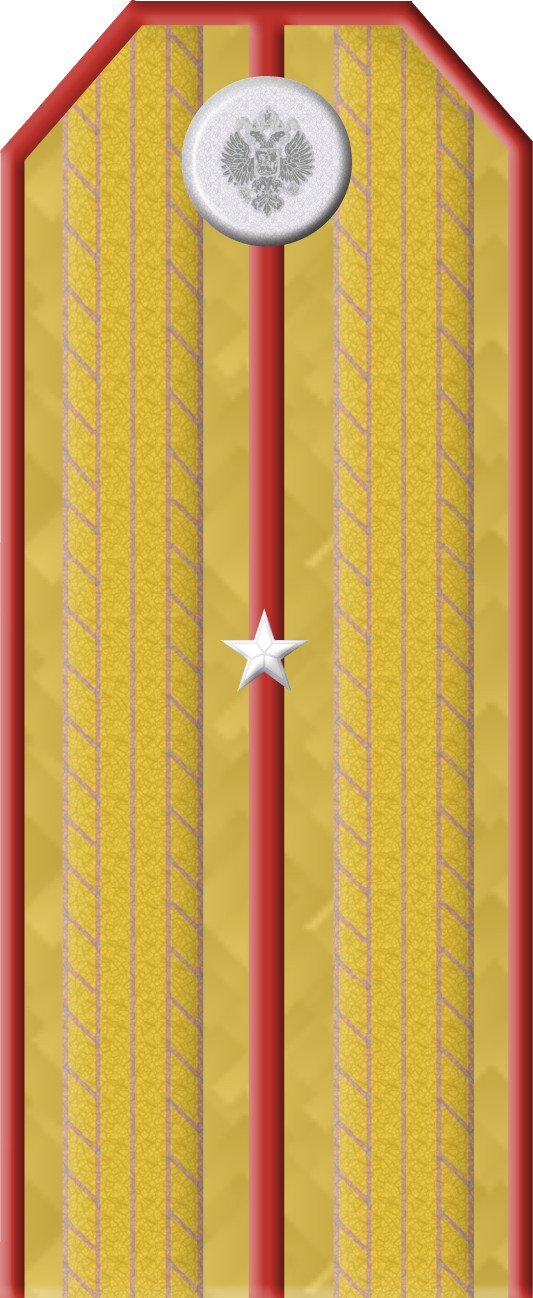
Cấp hiệu Прапорщик

Hạng bậc Chuẩn úy (tiếng Nga: Прапорщик) lần đầu tiên xuất hiện trong Quân đội Nga dưới thời Sa hoàng Alexei Mikhailovich vào năm 1649, được đặt ra để phong thưởng cho các chiến sĩ dũng cảm nhất, thể hiện được thành tích chiến đấu. Đến thời Pyotr Đại đế, cấp bậc Chuẩn úy được chính thức và được xếp là cấp bậc thấp nhất của bậc sĩ quan.
Kể từ năm 1884, tại Nga, các sinh viên tốt nghiệp các trường quân sự được phong cấp bậc Thiếu úy, tuy nhiên, cấp bậc Chuẩn úy vẫn được xác nhận là cấp bậc sĩ quan đầu tiên trong quân đội và các lực lượng dân quân, dùng để thăng phong cho các hạ sĩ quan có công trạng.
Ngay trong hạng bậc Chuẩn úy cũng được phân làm 3 hạng: Прапорщики, Зауряд-прапорщики và Подпрапорщики. Tuy nhiên, chỉ có cấp bậc Прапорщики được xếp vào bậc sĩ quan, 2 cấp bậc còn lại xếp vào bậc hạ sĩ quan.

### Liên Xô

Chuẩn úy

Cấp bậc Chuẩn úy tồn tại trong hệ thống quân hàm Hồng quân Liên Xô từ 1972-1990. Vai trò của Chuẩn úy là Hạ sĩ quan cấp cao, chứ không còn là một cấp bậc nằm trong hệ thống sĩ quan. Chuẩn úy và cấp cao hơn, Chuẩn úy bậc nhất là bậc quân hàm dành cho các quân nhân chuyên nghiệp, tức là những người lính đã hoàn thành nghĩa vụ quân sự và muốn tiếp tục phục vụ trong quân đội. Lí do là lúc này cấp bậc hạ sĩ quan, tức là từ hạ sĩ lên thượng sĩ đều là dành cho các tân binh theo nghĩa vụ quân sự, sau khi hoàn thành nghĩa vụ quân sự thì được xuất ngũ, dẫn đến thiếu thốn lực lượng Hạ sĩ quan chuyên nghiệp, thâm niêm nhằm phục vụ cho các công việc như hậu cầu, quân huấn, kỹ thuật,... Các sĩ quan mới ra trường thì còn non kinh nghiệm, trong khi giới sĩ quan cấp cao hơn lại không quen việc chân tay nhiều. Dẫn đến sự phục hồi của quân hàm Chuẩn úy, sau khi bị chính quyền Bolshevik bãi bỏ sau cách mạng tháng Mười.

Chuẩn úy bậc nhất

### Nga
Nga vẫn giữ y nguyên hệ thống quân hàm từ Liên Xô. không thay đổi gì nhiều.

## Úc
Lực lượng vũ trang Hoàng gia Úc chịu ảnh hưởng danh xưng cấp bậc của Lực lượng vũ trang Hoàng gia Anh

## Việt Nam

### Quân đội Nhân dân Việt Nam
Trước năm 2010, Chuẩn úy là quân hàm của quân nhân chuyên nghiệp hoặc Học viên năm cuối của các trường Quân sự, An ninh. Chuẩn úy QĐND và CAND Việt Nam thường đảm nhận vị trí Tiểu đội trưởng đến Trung đội phó hoặc Kỹ thuật viên sơ cấp. Quân hàm Chuẩn úy có 01 gạch và không sao.
Quân hàm Chuẩn úy Quân nhân chuyên nghiệp:
- Kiểu cũ: ở đáy có 01 gạch hình chữ V ngược bằng kim loại.
- Kiểu mới: có 01 vạch thẳng màu hồng rộng 5mm chạy dọc cấp hiệu, ở đáy có 01 gạch ngang bằng kim loại.

Quân hàm Chuẩn úy CAND Việt Nam: có 01 vạch thẳng màu vàng chạy dọc cấp hiệu.

Chuẩn úy Công an nhân dân năm 1981

Sau năm 2010, quân hàm Chuẩn úy bị bãi bỏ.

### Quân đội Quốc gia Việt Nam
Trước khi Quân đội Quốc gia Việt Nam chính thức thành lập, các nhân sự sĩ quan người Việt phục vụ trong quân đội Liên hiệp Pháp được đào tạo từ các trường Võ bị của Quân đội Pháp, hoặc các trường Võ bị Địa phương Bắc, Trung và Nam Việt; sau khi tốt nghiệp, hầu hết được phong cấp bậc Aspirant. Khi Quân đội Quốc gia Việt Nam chính thức thành lập, theo quy định tạm thời về dịch thuật danh từ quân sự của Bộ Quốc phòng Quốc gia Việt Nam (chính phủ Bảo Đại), cấp bậc Chuẩn úy Quân đội Quốc gia Việt Nam được xem là tương đương cấp bậc Aspirant của quân đội Liên hiệp Pháp.
Theo quy chế của Quân đội Quốc gia Việt Nam, các học viên sĩ quan khi tốt nghiệp sẽ mang cấp bậc Thiếu úy. Các học viên sĩ quan thiếu điểm khi mãn khóa, tùy theo kết quả trong thời gian học tập sẽ được mang cấp bậc Chuẩn úy hoặc hạ sĩ quan.

### Quân lực Việt Nam Cộng hòa
Cấp bậc Chuẩn úy Quân lực Việt Nam Cộng hòa được hình thành trên cơ sở chuyển đổi từ cấp bậc Chuẩn úy trong Quân đội Quốc gia Việt Nam. Cấp bậc Chuẩn úy được phong cho các học viên sĩ quan trừ bị tốt nghiệp Trường Bộ binh Thủ Đức và các khoá sĩ quan đặc biệt Trường Hạ sĩ quan Đồng Đế hoặc xét phong các Thượng sĩ nhất có thâm niên quân vụ hoặc có công trạng.
 Cấp hiệu trước 1964

Chuẩn úy Lục quân
Chuẩn úy Không quân
Chuẩn úy Hải quân

Cấp hiệu sau 1964

Chuẩn úy Lục quân
Chuẩn úy Không quân
Chuẩn úy Hải quân